# Michael Liendl
Michael Liendl, né le 25 octobre 1985 à Graz, est un footballeur international autrichien. Il évolue au poste de milieu relayeur au Wolfsberger AC.

## Biographie

### En club
Michael Liendl joue en Autriche, en Allemagne et aux Pays-Bas.
Il dispute plus de 400 matchs en championnat. Il inscrit 17 buts en deuxième division autrichienne lors de la saison 2007-2008, ce qui constitue sa meilleure performance.
Avec le club de l'Austria Vienne, il joue 15 matchs en Ligue Europa, inscrivant un but.

### En équipe nationale
Michael Liendl reçoit une sélection en équipe d'Autriche lors de l'année 2014. Il s'agit d'un match amical disputé contre la République tchèque à Olomouc (victoire 1-2).

## Palmarès
- Vice-champion d'Autriche en 2010 avec l'Austria Vienne
- Champion d'Autriche de D2 en 2008 avec le Kapfenberger SV
- Vice-champion d'Autriche de D2 en 2005 avec le Kapfenberger SV